# Norika Fujiwara
Pour les articles homonymes, voir Fujiwara (homonyme).
Norika Fujiwara (藤原紀香, Fujiwara Norika, née le 28 juin 1971 à Nishinomiya, Hyōgo, au Japon) est une actrice et mannequin japonaise. 

## Biographie
Elle débute en devenant Miss Japon en 1992. Elle apparait ensuite dans de nombreuses campagnes publicitaires, sort plusieurs livres de photos, et commence une carrière d'actrice en 1995. Elle a tourné dans une trentaine de drama et quelques films, notamment Hana Yori Dango en 1995 (première adaptation du manga Hana Yori Dango) dans un petit rôle, Cat's Eye en 1997 (adapté du manga Cat's Eye et de l'anime Signé Cat's Eyes) dans le rôle de la sœur ainée Rui/Sylia, et GTO en 1999 (adapté du manga Great Teacher Onizuka). 
Sa popularité s'étend hors du Japon, et elle joue dans le film chinois China Strike Force en 2000, et enregistre une chanson en duo avec Jackie Chan en 2002, Metropolis Shangri-la. Elle double également l'héroïne de la série des Shrek en version japonaise. 
Elle présente des émissions de radio et télévision, dont FUN de 1998 à 2004, ou des compétitions de K-1 jusqu'en 2006. Elle épouse l'humoriste Tomonori Jinnai en 2007, formant un couple médiatique, mais elle en divorce deux ans plus tard.

## Filmographie

### Films
- Shrek 3 (2007) (doublage japonais)
- Shrek 2 (2004) (doublage japonais)
- Shrek (2001) (doublage japonais)
- China Strike Force (2000)
- GTO (1999)
- Cat's Eye (1997)
- Hana Yori Dango (1995)
- Bad Guy Beach (1995)

### Dramas
- Gyne - Sanfujinka no Onna Tachi (NTV, 2009)
- Tsure ga Utsu ni Narimashite (NHK, 2009)
- Oishii Gohan (TV Asahi, 2007)
- Bibo no Mesu (NTV, 2007)
- Himitsu na Oku-san (Fuji TV, 2006-2008)
- Damens Walker (TV Asahi, 2006)
- Renai Shosetsu Tsuki no Shizuku (TBS, 2006)
- 59 Banme no Proposal (NTV, 2006)
- Ooku~Hana no Ran~ (Fuji TV, 2005)
- Kekkon no Katachi (NHK, 2004)
- Anata no Jinsei Ohakobishimasu (TBS, 2003)
- Kanojotachi no Christmas (KTV, 2002)
- Yonimo Kimyona Monogatari (Fuji TV, 2002) (ep: Kinou no kimi wa betsu no kimi, ashita no watashi wa betsu no watashi)
- Ai to Seishun no Takaraduka
- Star no Koi (Fuji TV, 2001)
- Mukashi no Otoko (TBS, 2001)
- Saimin (TBS, 2000)
- Okuman Choja to Kekkon Suru Hoho (NTV, 2000)
- Kinyoubi no Koibitotachi e (TBS, 2000)
- Kiken na Kankei (Fuji TV, 1999)
- Naomi (Fuji TV, 1999)
- Akimahende! (TBS, 1998)
- Happy Mania (Fuji TV, 1998)
- With Love (Fuji TV, 1998)
- News no Onna (Fuji TV, 1998)
- Love Generation (Fuji TV, 1997)
- Sore Ga Kotae Da! (Fuji TV, 1997)
- Hitotsu Yane no Shita 2 (Fuji TV, 1997, ep12)
- Maido Ojama Shimasu (TBS, 1995)
- Syounan Liverpool Gakuen (1995)